# Kuramaguchi-dōri
Le Kuramaguchi-dōri (鞍馬口通, Kuramaguchi-dōri) est une voie du nord de Kyoto, dans les arrondissements de Sakyō, Kamigyō et Kita. Orientée est-ouest, elle débute au Shimogamohon-dōri, devant le Shimogamo-jinja et termine au Kagamiishi-dōri.

## Description

### Situation

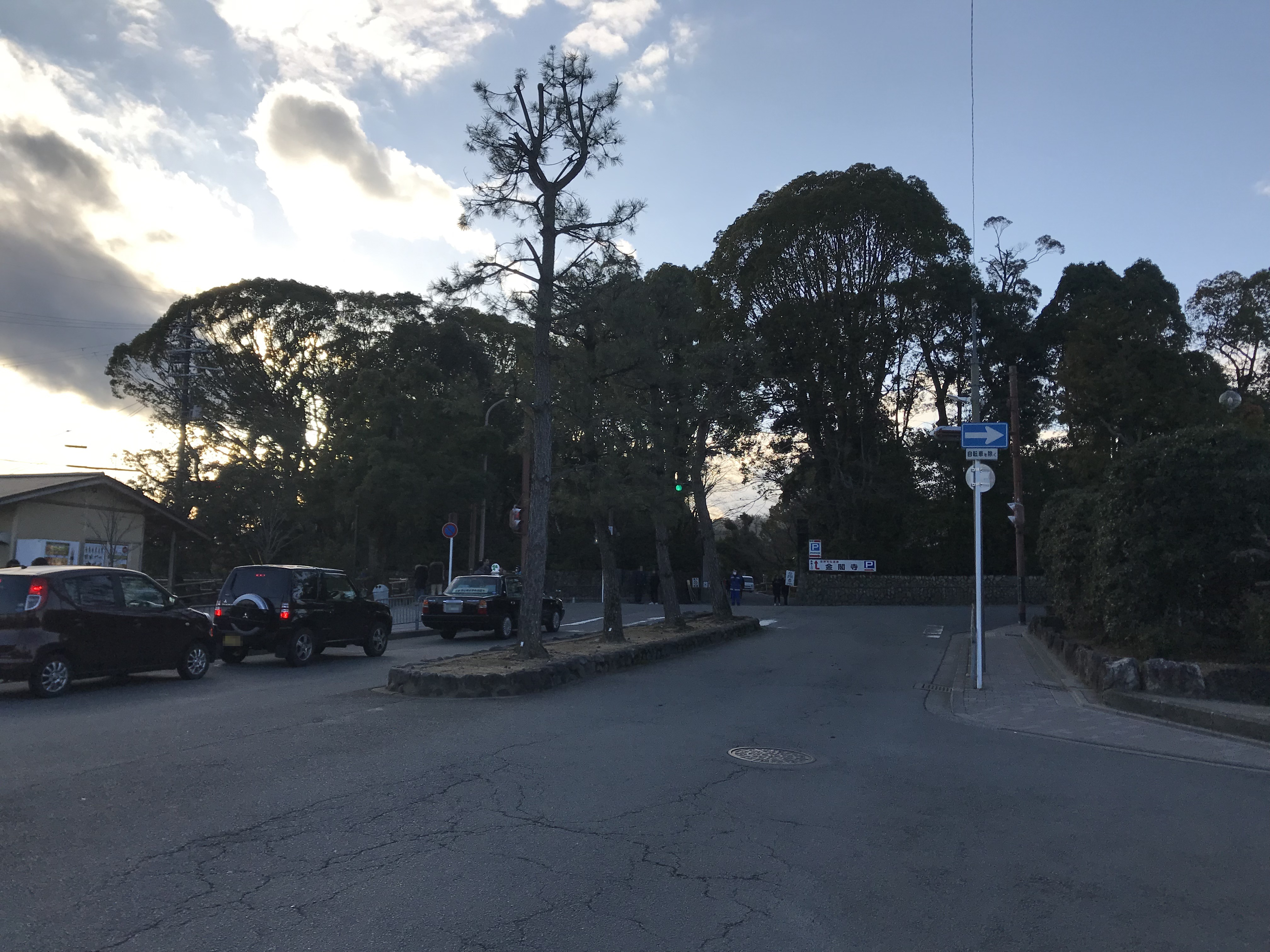
La rue vue vers l'est, deux rues avant le Kagamiishi-dōri.

Le Kuramaguchi-dōri débute dans le sud-ouest de l'arrondissement de Sakyō et atteint la rivière Kamo, où elle devient dans l'arrondissement de Kita jusqu'à son aboutissant, tout en étant brièvement dans l'arrondissement de Kamigyō entre Horikawa et Ōmiya. Elle suit le Kamigoryōmae-dōri (上御霊前通), le Rozanji-dōri (蘆山寺通) et le Himuro-michi (氷室道) et précède l'Asahi-dōri (旭通), le Shimei-dōri (紫明通), le Kitaōji-dōri (北大路通), le Kenkun-dōri (建勲通) et le Funaokaminami-dōri (船岡南通). La rue débute juste avant le Shimogamohon-dōri, devant le Shimogamo-jinja, puis continue dans un angle de 30 degrés vers le sud jusqu'à la rivière, qu'elle traverse par le pont Izumoji (出雲路橋, Izumojibashi). La rue continue tout droit jusqu'à Shinmachi, où elle remonte vers le nord pour rejoindre le Shimei-dōri. La rue est alors interrompue, puis réapparait 100 mètres plus loin, juste après Horikawa, en remplaçant le Shimei-dōri. La rue descend vers le sud à un angle de 30 degrés, puis remonte à un angle de 45 degrés à partir de Senbon, puis à un angle de 30 degrés après la rivière Kamiya (ja) (紙屋川), pour terminer au Kagamiishi-dōri, dont la chaussée est partagée avec le Kitsuji-dōri. Juste après se trouve le Kinkaku-ji. La portion ouest de la rue est très étroite et constitue la limite nord du Nishijin (西陣), quartier textile de Kyoto.
La section à l'est de la rivière Kamo est parfois considérée comme faisant du Higashikuramaguchi-dōri (ja) (東鞍馬口通), la suite de la rue directement après le Shimogamo-jinja,.
Du pont Izumoji au Kinkaku-ji, la rue mesure 3 200 mètres,. La circulation se fait d'est en ouest jusqu'à Shimogamonaka, puis se fait dans les deux sens jusqu'au Kamo-kaidō. La circulation se fait alors en sens unique de l'ouest vers l'est du Kamo-kaidō au Nishiōji-dōri. La section de Kagamiishi/Kitsuji à Nishiōji est circulable dans les deux sens[réf. nécessaire]. La section de Kagamiishi à Nishiōji, très large et séparée par un terre-plein central, est appelé par la ville la route Kinkakuji (金閣寺道, Kinkakuji-michi).

### Voies rencontrées
De l'est vers l'ouest. Les voies rencontrées de la droite sont mentionnées par (d), tandis que celles rencontrées de la gauche, par (g). Seules les rues portant un nom sont listées.
1. Shimogamohon-dōri (下鴨本通)
2. Shimogamonaka-dōri (下鴨中通)
3. Shimogamonishi-dōri (下鴨西通), passage de la rivière Kamo (賀茂川)
4. Kamo-kaidō (加茂街道)
5. Teramachi-dōri (en) (寺町通)
6. Karasuma-dōri (en) (烏丸通)
7. (d) Kamifusa-dōri (上総通)
8. Muromachi-dōri (en) (室町通)
9. (g) Koromonotana-dōri (衣棚通)
10. Shinmachi-dōri (ja) (新町通)
11. Shimei-dōri (紫明通), interruption de la rue
12. Horikawa-dōri (en) (堀川通), réapparition de la rue
13. Inokuma-dōri (ja) (猪熊通)
14. Ōmiya-dōri (en) (大宮通)
15. Ōmiya-dōri Nishi-ura (en) (大宮通西裏)
16. Chiekōin-dōri (智恵光院通)
17. (d) Funaokahigashi-dōri (船岡東通)
18. Jōfukuji-dōri (浄福寺通)
19. Senbon-dōri (en) (千本通)
20. Hirano-dōri (平野通)
21. Nishiōji-dōri (ja) (西大路通)
22. Kitsuji-dōri (木辻通)
23. Kagamiishi-dōri (鏡石通)

- Sources : (ja) Université Ritsumeikan Asia Pacific (en), « 近代京都オーバーレイマップ », sur Art Research Center,‎ 2022 (consulté le 8 janvier 2023).

### Transports en commun

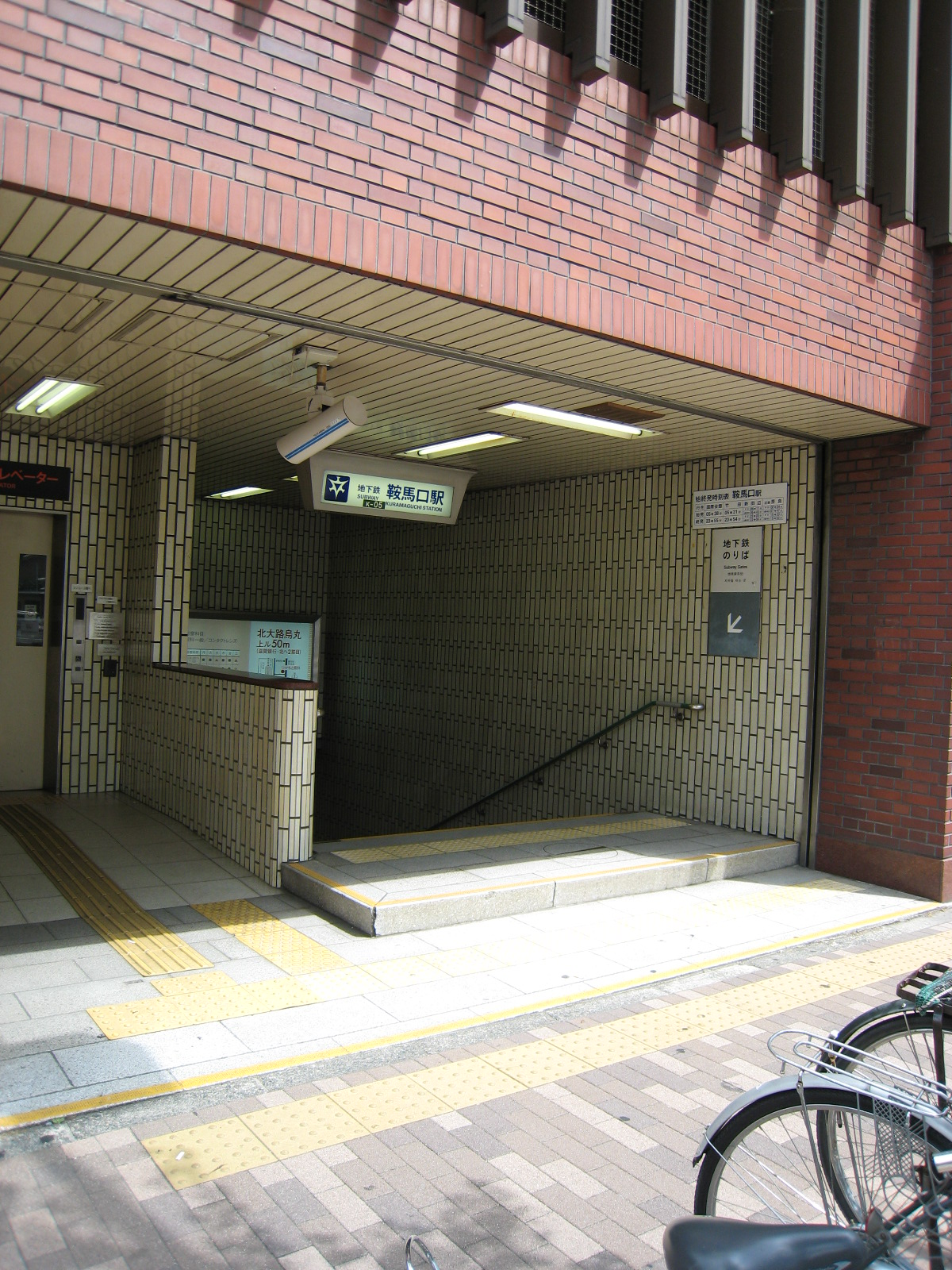
Entrée de la station de métro.

Les bus du réseau d'autobus de Kyoto (ja) ne circulent pas sur la rue. On trouve cependant un arrêt coin Horikawa et Kuramaguchi, desservi par les lignes 9, 12 et 67, puis coin Senbon et Kuramaguchi, desservi par les lignes 6, 46, 59 et 206. Se trouve aussi l'arrêt Kinkakuji-michi (金閣寺道), coin Nishiōji et Kuramaguchi, et desservi par les lignes 12, 59, 204, 205 et M1.
Au coin de Karasuma et de Kuramaguchi se trouve la station du métro de Kyoto Kuramaguchi, sur la ligne Karasuma,.

## Odonymie

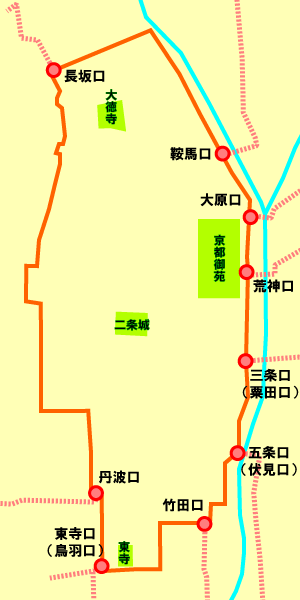
Carte des « sept portes de Kyoto », qui sont en fait neuf. L'utilisation sept est due au symbolisme du chiffre.

Le nom de la rue vient de la porte Kurama (鞍馬口, Kuramaguchi), aussi appelée porte Izumoji (出雲路口, Izumojiguchi), une des sept portes de Kyoto (ja) (京の七口), qui permettaient à sept grands axes routiers d'entrer à l'intérieur des murs de la ville édifiés par Toyotomi Hideyoshi,. Le Kuramaguchi était l'entrée du Kurama-kaidō (ja) (鞍馬街道), route de pèlerinage menant jusqu'au Kurama-dera (鞍馬寺), important temple de l'école Tendai et route de liaison de la capitale jusqu'aux provinces de Wakasa et de Tanba. L'entrée était située au pont Izumoji. La route existe toujours, mais son début est rendu à Horikawa, au lieu du pont Izumoji, et elle correspond maintenant à la route préfectorale 38 (ja) (京都府道38号京都広河原美山線),. 
D'autres lieux ayant repris le toponyme Kuramaguchi incluent le quartier de Kuramaguchi-chō (鞍馬口町), peu après le pont Izumoji, et le village de Kuramaguchi (鞍馬口村), indépendant de 1889 à 1918, après quoi il a été intégré à Kyoto, dans laquelle il forme quatre quartiers,. 
Selon le Wamyō ruijushō, le nom originel « Izumo » viendrait du fait que beaucoup de pionniers dans la région étaient venus de la province d'Izumo, ce qui est prouvé par la présence élevée du nom de famille dans la région. Le nom de la région vient lui-même d'un poème supposément écrit par Susanoo et qui ferait l'éloge de « beaux nuages levants », 出 signifiant « sortant » et 雲 signifiant « nuages ».

## Histoire
La rue fait historiquement partie du rakugai (洛外), extérieur du rakuchū (ja) (洛中), limites de l'intérieur de la capitale impériale. À l'époque, la rue correspond à la rue Izumo (出雲路, Izumo-ji), qui s'étendait à l'ouest de la rivière Kamo, mais dont le toponyme se concentre aujourd'hui qu'au nom de quatre quartiers de la région. La rue servait alors le village d'Izumo, dans le district d'Otagi (ja) (愛宕郡), district dissous en 1949 à la fusion de ses derniers villages avec Kyoto. 

## Patrimoine et lieux d'intérêt
La rue a préservé son charme d'époque et l'on peut trouver plusieurs maisons de ville traditionnelles. Plusieurs commerces ont aussi pignon sur rue, comme Tomiya (冨屋), spécialisé dans les tsukemono depuis 1956, Ichiyo (市與), épicier opérant depuis 1889, la boutique d'alcools et de cigarettes Kubo (久保末酒店), Kubo Tofu-mise (久保とうふ店), servant du tofu depuis 1921, ou encore Hanamakiya (花巻屋), restaurant de soba ouvert en 1967. Le café Sarasa Nishijin (さらさ西陣), ouvert en 2000 au coin de Chiekōin, opère dans un bâtiment de 1930 inscrit dans la liste locale des monuments historiques et anciennement un bain public. Son style karahafu (唐破風), aussi utilisé dans le Funaoka Onsen, en font des exemplaires architecturaux uniques,.
Au début de la rue se trouve le Shimogamo-jinja (下鴨神社), important sanctuaire shinto qui avec le Kamigamo-jinja (上賀茂神社) forment les sanctuaires Kamo.
Un pont permet de traverser la rivière Kamo par le Kuramaguchi-dōri, le pont Izumoji (出雲路橋). Le pont est inauguré durant l'époque d'Edo comme passage temporaire et apparaît dans une liste de onze ponts qui franchissaient la rivière en 1654. Le nouveau pont date de 1983 et est fait d'acier, pour une longueur de 80 mètres,,,.

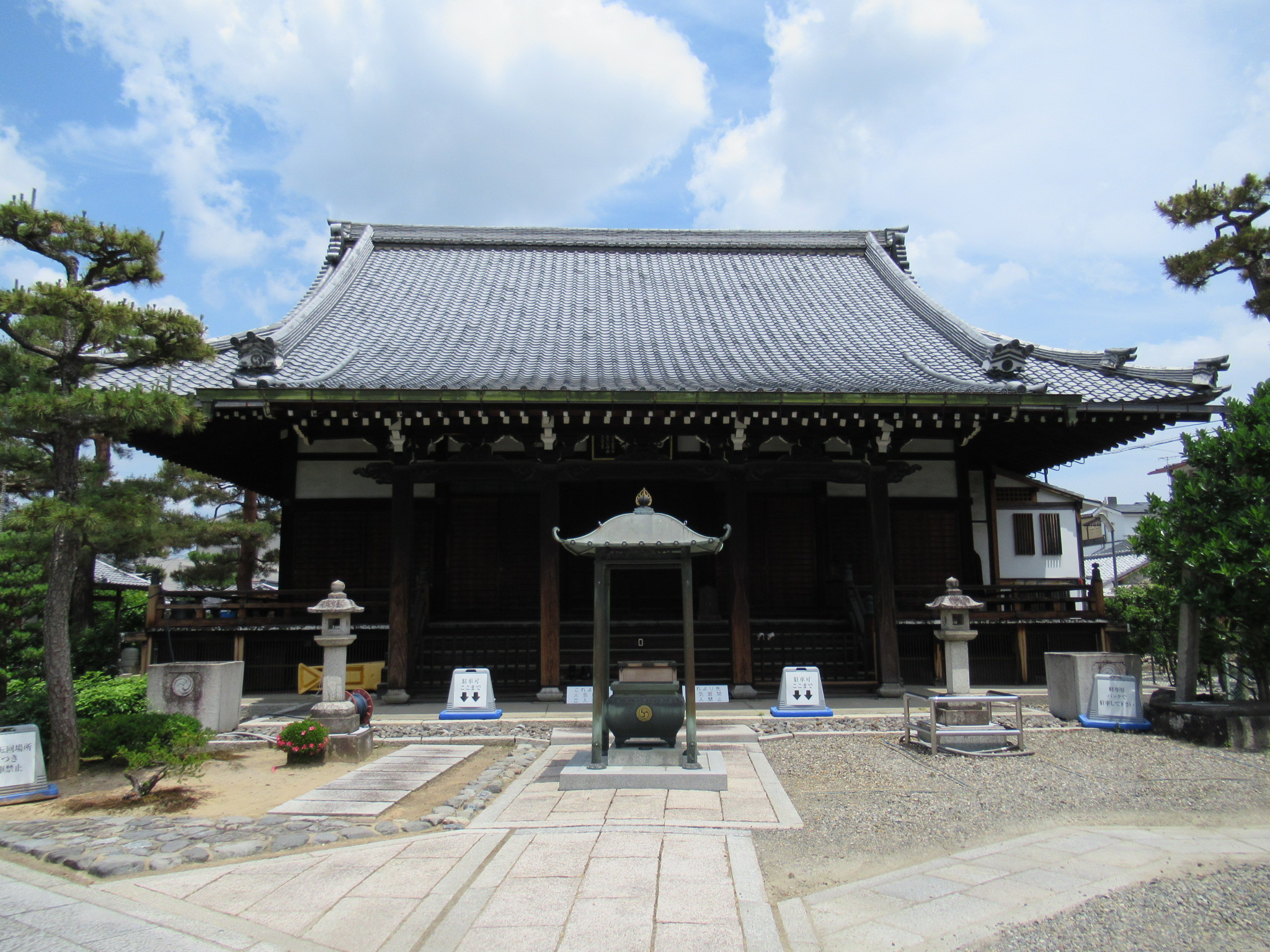
Le Saion-ji.

Entre le Kamo-kaidō et Teramachi-dōri se trouvent plusieurs bâtiments religieux. D'est en ouest sont le sanctuaire shinto Suegiku Ōkami-sha (末菊大神社), le temple bouddhiste Saikō-ji (西光寺) de l'école Jōdo, le Tennei-ji (ja) (天寧寺) de l'école Sōtō et le Jōzen-ji (ja) (上善寺) aussi de l'école Jōdo,,,,,. Après le Saikō-ji se trouve le Saion-ji (ja) (西園寺), aussi de l'école Jōdo,.
Juste avant Karasuma se trouve le Kanga-an (閑臥庵), temple de l'école Ōbaku et qui était originellement la résidence du prince cloitré (ja) (法親王) Ji'in (ja) (慈胤), frère de l'empereur Go-Mizunoo. La résidence est convertie en temple en 1671 et est aujourd'hui un musée-restaurant,,,. Aussi avant Karasuma est situé le Myōkō-ji (ja) (明光寺), temple Jōdo,. 
Coin Muromachi se trouvent les ruines du manoir Ohanabata (御花畑屋敷) de la famille Konoe, habité vers la fin de l'époque d'Edo par Komatsu Kiyokado (小松帯刀), samouraï au service du clan Shimazu,. Coin Shinmachi se trouve le Yōsuien (ja) (擁翠園), jardin japonais de type jardin de promenade (ja) (回遊式庭園),,.

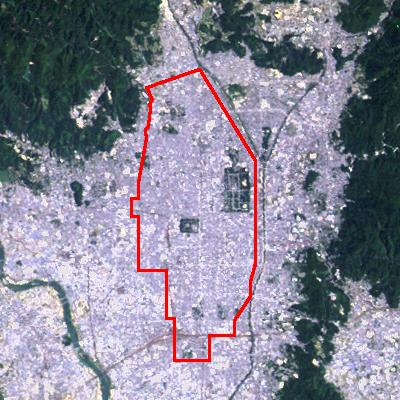
Tracé de l'enceinte de l'Odoi.

Au coin de Horikawa se trouvait anciennement le temple Zuikō-in (ja) (瑞光院), déplacé dans l'arrondissement de Yamashina en 1962. Le nom du quartier, Zuikōinmae-chō (ja) (瑞光院前町), garde en mémoire le temple,. Entre Funaokahigashi et Jōfukuji se trouve le Funaoka Onsen (en) (船岡温泉), source thermale au pied du mont Funaoka (de) (船岡山),,. Juste à l'est de Senbon se trouve une stèle commémorant l'ancienne route de pèlerinage menant à l'Imamiya-jinja (今宮神社). Peu avant la rivière Tenjin (Kamiya) se trouve l'école primaire Kashino (京都市立柏野小学校), ouverte en 1939,,. Le pont Kinkakuji (金閣寺橋, Kinkakuji-bashi) permet de franchir la rivière. Le pont est petit et peu fréquenté même s'il porte le nom du fameux temple, et tout près se trouve le parc pour enfants Kamiyagawa (Kamiyagawa jidō kōen),,. L'Odoi (ja) (御土居), enceinte de terre construite par Toyotomi Hideyoshi pour protéger la ville, passait par la rue peu la rivière,. Au bout de la rue, après Kagamiishi, se trouve le Kinkaku-ji (金閣寺), le temple du pavillon d'or, connu pour ce dernier élément, inscrit au patrimoine mondial,.

Quelques lieux d'intérêts
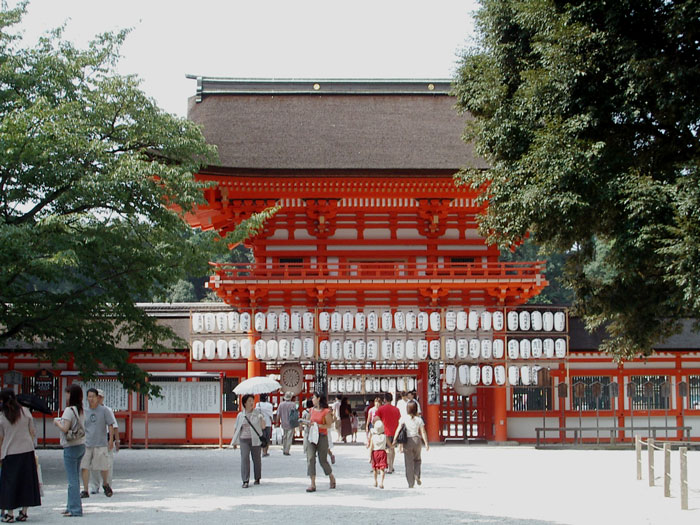
Le Shimogamo-jinja.
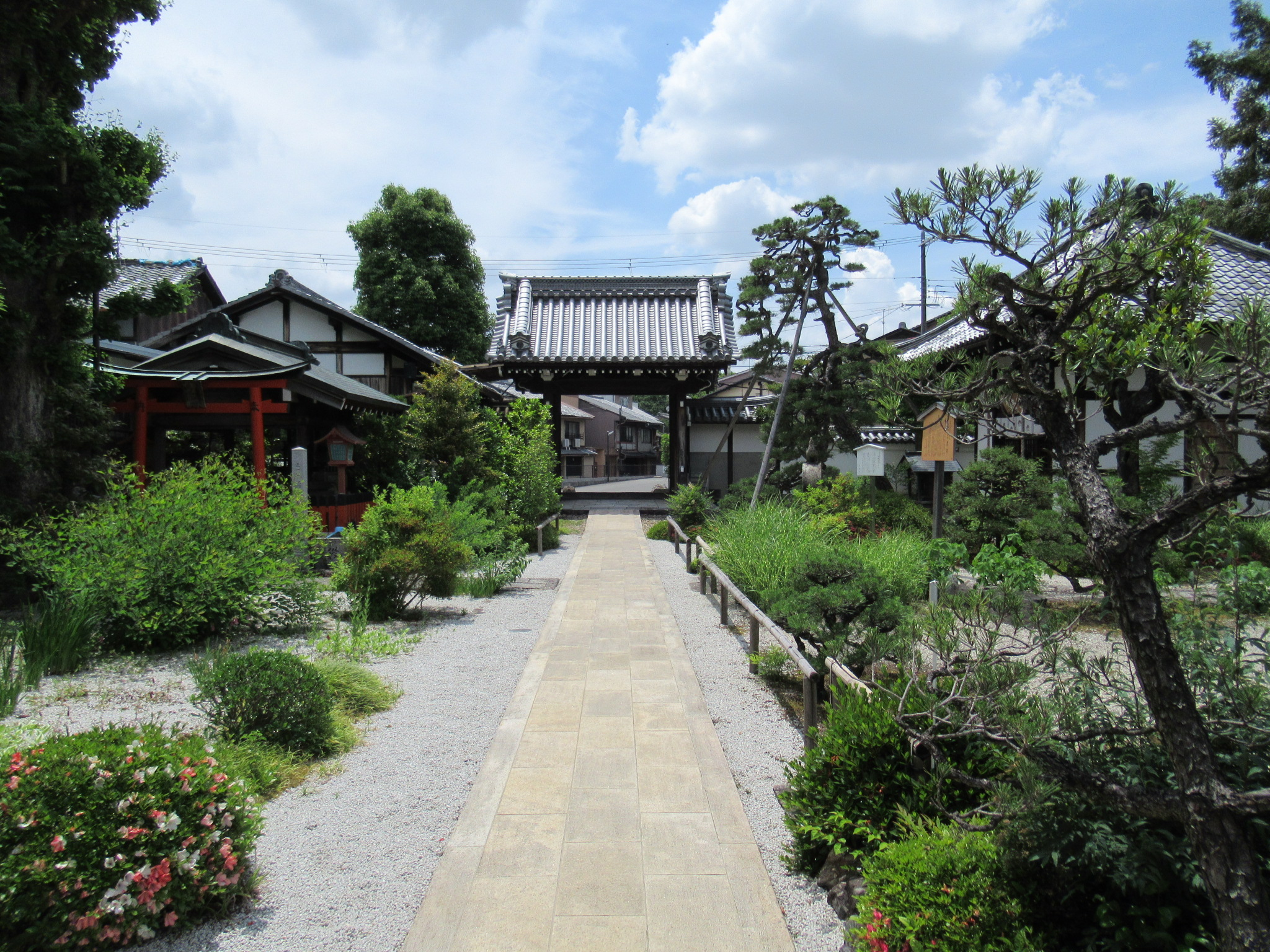
Le Tennei-ji.
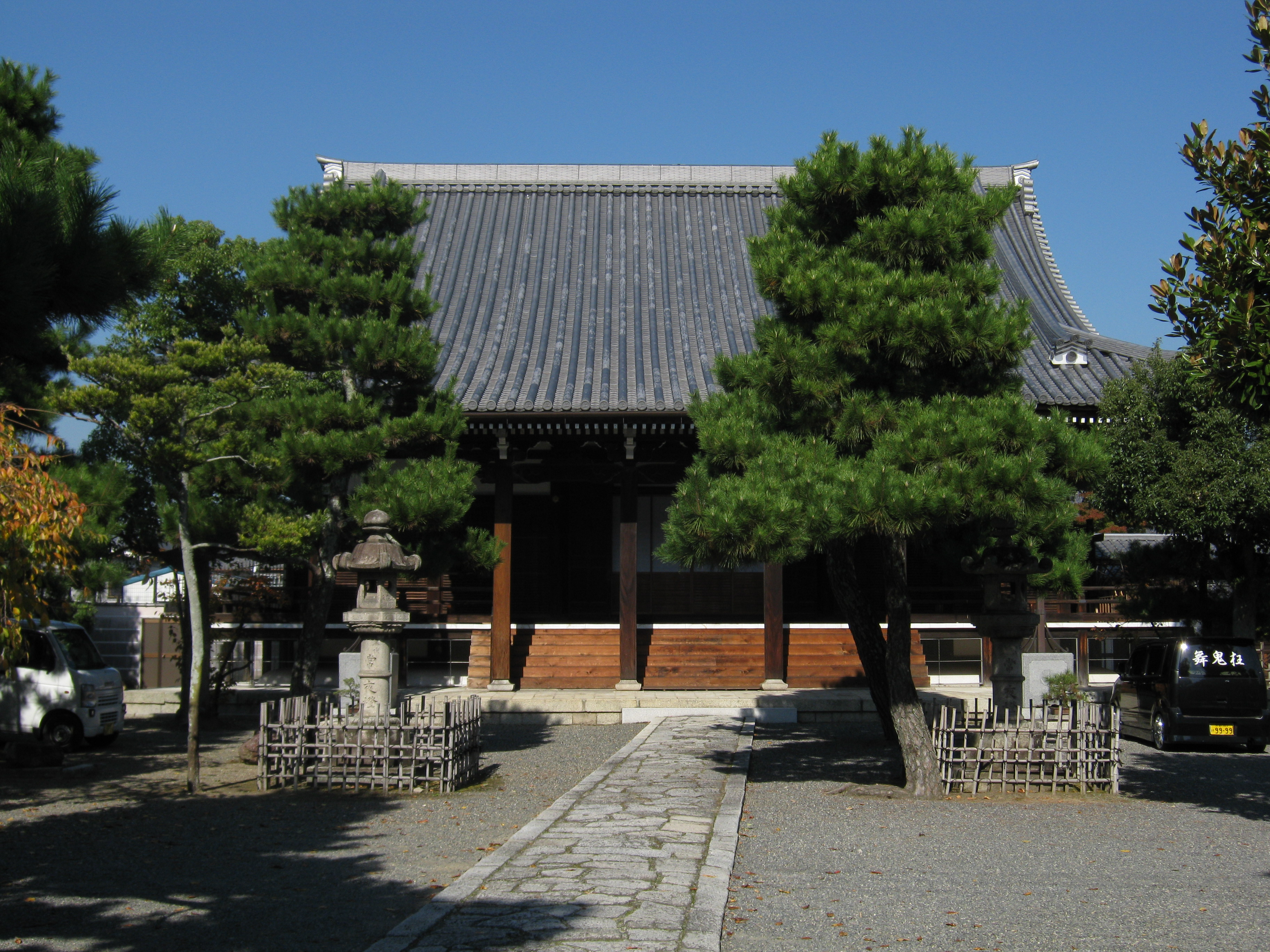
Le Jōzen-ji.
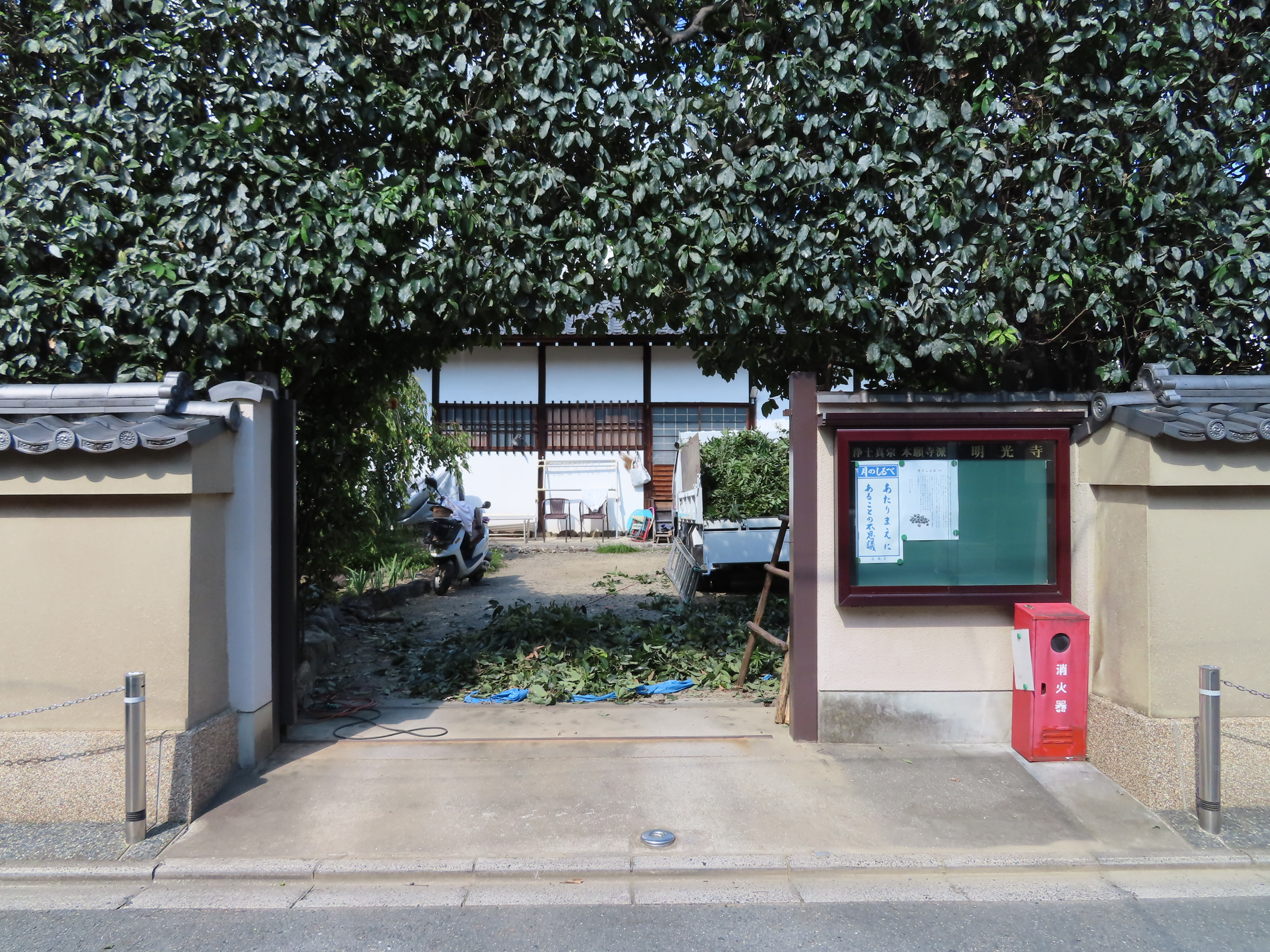
Le Myōkō-ji.
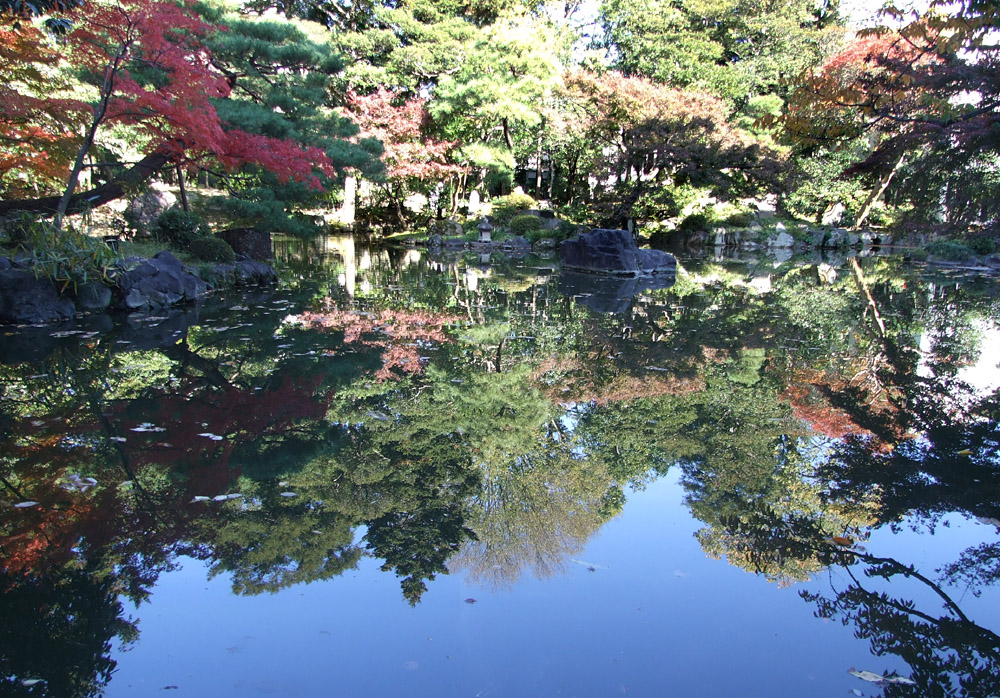
Étangs du Yōsuien.
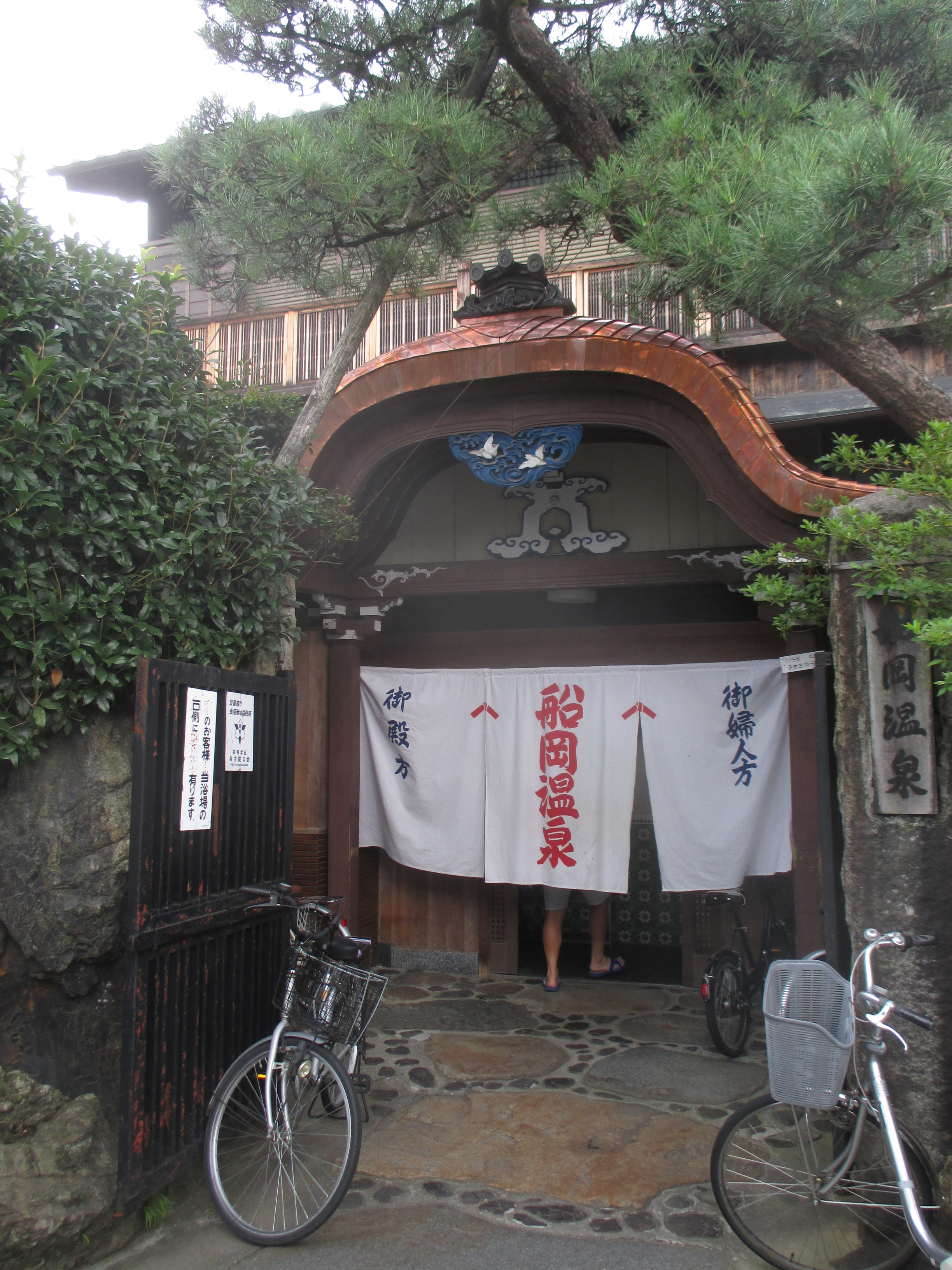
Bannière d'entrée et portail du Funaoka Onsen.
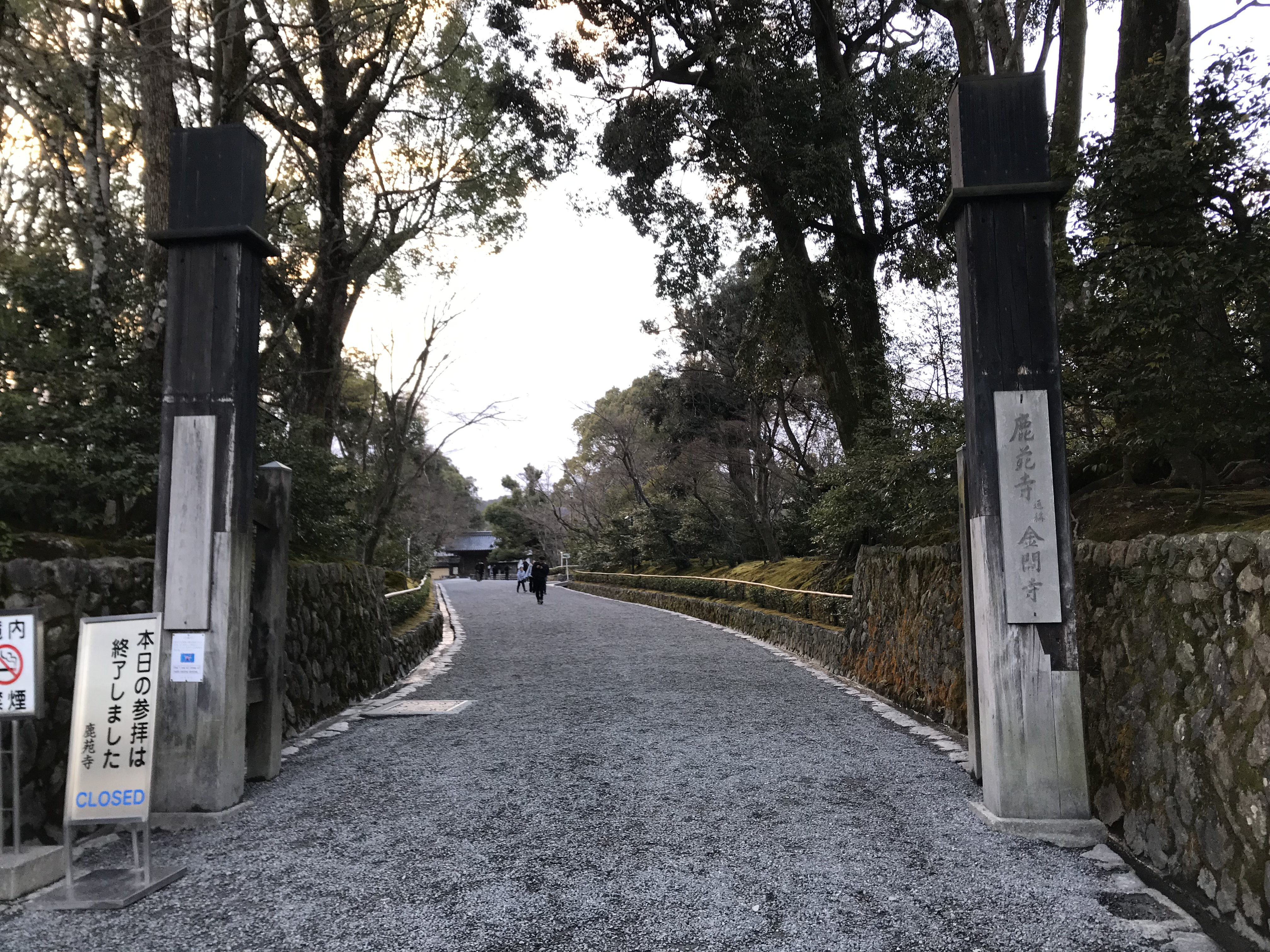
La porte noire (黒門, kuromon?), entrée du Kinkaku-ji par Kuramaguchi.
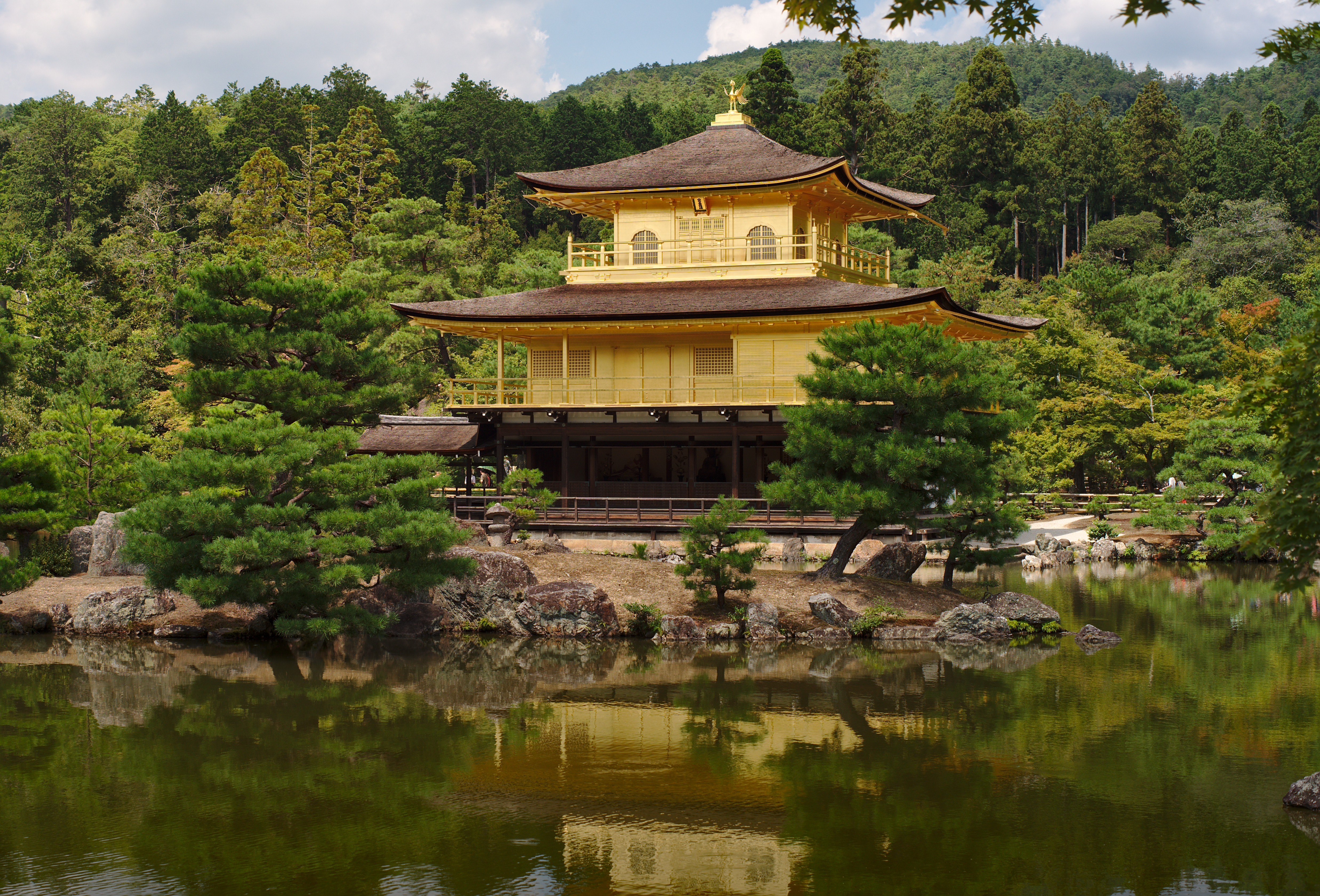
Pavillon d'or du Kinkaku-ji.